# Чермак, Антон
Антон Джозеф Чермак, Тони Чермак (англ. Anton (Tony) Joseph Cermak, собственно Антонин Йозеф Чермак, чеш. Antonín Josef Čermák; 9 мая 1873, Кладно, Богемия — 6 марта 1933, Майами, США) — американский политик чешского происхождения, мэр Чикаго с 1931 года до своей смерти в 1933 году.

## Биография
В 1874 году семья Чермака эмигрировала в США. Чермак начал свою политическую карьеру в 1902 году, когда был избран в конгресс штата Иллинойс. В 1928 году он баллотировался в сенат, но проиграл выборы, получив 46 % голосов.
В 1931 году Чермак выдвинул свою кандидатуру на пост мэра Чикаго от Демократической партии, в своей предвыборной кампании опираясь в значительной мере на электорат новых иммигрантов из Восточной Европы и отстаивая необходимость серьёзной борьбы с коррупцией и организованной преступностью. Чермак был избран, набрав 58 % голосов и положив конец господству Республиканской партии в регионе.
Менее чем через два года, 15 февраля 1933 года, во время встречи с избранным президентом США Ф. Д. Рузвельтом в Майами в Чермака выстрелил итальянский иммигрант Джузеппе Дзангара. Чермак был тяжело ранен и через три недели скончался в больнице, ещё один человек был убит и трое ранены, Рузвельт не пострадал. Историки расходятся во мнениях по вопросу о том, был ли запланированной жертвой преступления именно Чермак или пули предназначались Рузвельту.
Именем Чермака были названы крупная улица в Чикаго (англ. Cermak Road) и транспортный корабль типа либерти SS A. J. Cermak, спущенный на воду в 1943 году.